# かっとび!童児
『かっとび!童児』（かっとび!どうじ）は、たかや健二（作画）、古沢一誠（原作）による日本の野球漫画。月刊コロコロコミック1987年1月号から3月号に第1部、同年6月号から1990年1月号まで第2部が連載され、同時期の小学5年生にも連載されていた。5年生版ではキャラクターは同じだが設定や展開は異なっている。別冊コロコロコミックに番外編が掲載されたこともあった。「忍法野球ギャグマンガ」の名の通り、ギャグ成分も多い。

## あらすじ
飛騨高山出身の少年忍者・猿飛童児は修行のため東京の丸アキ夫＝アキの家に居候する。アキと同じ青空学園野球部に入部した童児は投手となり、そこで出会った天才・滝哲也や同郷の宿敵・藤川鉄丸をはじめとするライバルや強豪中学野球部を相手に、忍術を応用したプレーや特訓で立ち向かい、中学野球の夢・神宮球場の全国大会を目指していく。2回目の地区大会終了後、レギュラーキャラをほぼ一新した新展開がスタート。童児は里に戻り、仲間の忍者たちとチームを組んで世界規模の裏野球組織と対決する。

## 登場人物と学校・組織

### 青空学園（あおぞらがくえん）
童児やアキが通う私服通学の中学校。野球部は出ると負けと言われるほどの弱小で、作品途中までは殆ど童児の力で勝ってきた。童児とアキのがんばりを受けてほかのメンバーたちも奮起し、負傷欠場したアキの代わりに捕手を持ち回りしたこともあった。
猿飛 童児（さるとび どうじ）
主人公。「とにかく変わったヤツ」。飛騨高山かっとび村奥山あざ山奥出身の少年忍者。辰年の1月1日生まれで、村では龍の神通力を宿すと言い伝えられていた。両親がおらず、身内は祖父と叔父の二人のみ。中学進学を機に上京、丸家に居候しながら青空学園に通い、野球部の投手（右投げ）として活躍する。
幼い頃からの忍者修行で見につけた人並み外れた運動神経は、野球にも存分に生かされており、剛球、長打、快速の大活躍で弱小野球部を引っ張った。特に投球は凄まじく、アキも含めた捕手は全員漏れなく両手を巨大に腫らし、アキ不在の試合中、到着までの間、代理捕手を務めた青木がボールを後逸、球審がプロテクター越しながら、ボールの直撃を受ける場面もあった。また、作中、投手以外のポジションは務めていないが、単行本第1巻、冒頭部分では日本シリーズを球場の外野席で食事をしながら観戦中、清原和博が放ったホームランが自身を直撃、直後、ホームランボールを外野席からホームインした清原目掛け、ダイレクトで投げ返す場面がある。
忍術知識も豊富で、学校の天井裏に秘密の練習部屋を作ったり、捕手の腫れた両手を治すための薬作りも行える（但し、その薬は薬草を動物の糞尿と練ったものであり、強烈な悪臭を発する）。その反面、一般常識には疎く、野球のルールも最初はなかなか覚えられなかった。
特訓の無理がたたって右肩を故障した時には左投げを見せたが、一見右と代わらぬ速球も捕手であるアキや滝・鉄丸から見れば右には遠く及ばない死に球だった。これをきっかけに、フリスビーの投法を応用した「新投法」を編み出していく（鉄丸は「手裏剣の投げ方と同じだ」と言った）。新投法による投球はバックネットを突き破り、カクテルライトを破壊するほどの威力を持つ。
アキとは大の親友で、彼が危機に陥った時などは凄まじい怒りとともに超人的な力「ふれん怒パワー」を発揮するが、その友情のために試合の勝利を棒に振ることもあった。童児はパワー発揮中の出来事は一切覚えておらず、発揮後はその場で倒れ熟睡してしまう。
お化け嫌いという弱点があり、ホラー映画や古寺、墓場の肝試しなどでは竦みあがってしまっていた。
丸 アキ夫（まる あきお）
通称アキ。童児の居候先である丸家の息子で青空学園1年生の、小柄で坊主頭の少年。父（童児からは「おっちゃん」と呼ばれている）、母、姉のミエと暮らしている。当初は野球部の補欠で上達のために童児に忍者修行を頼んだことも。練習試合のために他校生からのしごきを受けたり、童児の練習に付き合ううちにレギュラー捕手としての実力を高めていくが、ユニフォームの背番号は「119」のままだった。連載初期、スタメン紹介のコマでは、「補欠」と紹介されながら、スコアブックを手にしたり、試合中、先輩捕手が童児の豪球を受け続け、両手を真っ赤に腫らした際には、手当をするなど、マネージャーのような役をしていた。また、円魔学園との試合を前に目を負傷、患部を包帯で覆い、試合後半の攻撃の際は色眼鏡を着用していた。
臆病ですぐに失禁する癖があるが、童児のためにわざと死球を食らったり、円魔学園への単独偵察を行なう等、友情のために勇気を見せる一面も。
青木（あおき）
青空野球部主将。アキの代わりの捕手を真っ先にやらされる等、損な役回りも多いが、アキが欠場した円魔学園との決勝戦では死球に骨を砕かれながらもプレーを続けた。
海野 拓三（うみの たくぞう）
青空野球部監督。軟弱な野球部員たちにいつも悩まされている。必殺技は青空名物・地獄の千本ノック。監督らしい指示を出す場面は少ない。
大錦 岩夫（おおにしき いわお）
青空学園応援団長。弱小野球部に活を入れに来たが、逆に童児の魔球（火薬入りボール）を食らわせられる。それ以来童児に惚れ込み、応援団長として協力に当たる。古武道の心得もあるらしく、ショック療法で童児の肩の故障を一時的に止めた。
和尚（おしょう）
青空学園の合宿先・大宗寺（だいそうじ）の和尚。「乳母の人さらい伝説」を青空野球部に語って聞かせた。
乳母の人さらい（うばのひとさらい）
大宗寺に伝わる妖怪。アキと滝をさらおうとした。その正体は人を脅かすのが趣味の和尚の奥さん。

### 嵐ヶ丘中学（あらしがおかちゅうがく）
天才・滝哲也の入部以来、全国優勝を繰り返す名門校。理事長は滝の父・裕之介（ゆうのすけ）。練習試合、1度目、2度目の都大会準決勝と3回青空と対戦している
滝 哲也（たき てつや）
嵐ヶ丘中学野球部のキャプテン。自他共に認める天才で、口癖も「僕は天才だ!」。外面と内面のギャップが激しく、天才らしい爽やかな台詞の裏では大抵二枚目半的な本音を抱えている（その際の吹き出しには必ずと言っていいほどギャグ顔が添えられている）。
しかしその実力とスポーツマン精神はプライド症候群と呼ばれるほどの本物で、味方が不正を働けば投手に指示して試合を振り出しに戻させ、自分に凡ミスがあれば自らを殴りつけ観客やチームメイトに謝罪する。童児の小細工や新投法の弱点を見破り、その対策のための命がけの特訓をするなど、勝利のための執念を見せた。
反面、童児のせいで自慢の長髪を駄目にされた時などはお化け嫌いの弱点を突いた嫌がらせをしたことも。召使を雇い、優勝祝賀会を開くほどの金持ちでもある。
熊田（くまだ）
嵐ヶ丘の投手。優勝投手になるほどの実力の持ち主だが、少々熱くなりやすい面も。
ツトム
嵐ヶ丘の補欠3人組の一人。憂さ晴らしに仲間と共にアキを騙してしごきにかけたり、嫉妬心から試合の日にアキを誘拐したこともあったが、滝の新投法打倒の特訓にも協力させられた。
佳奈（かな）
滝の妹。彼女のフリスビーをヒントに童児は新投法を編み出す。

### 円魔学園（えんまがくえん）
荒廃しきった不良校。まともに野球が出来るのは鉄丸と第五郎だけで、他のメンバーは素人同然の学園の不良たちである。2度目の都大会決勝で青空と対戦する。
藤岡 鉄丸 （ふじおか てつまる）
童児と同じかっとび村の出身。生年月日も全く同じ辰年の1月1日で、幼い頃から童児のライバルとして張り合い続けてきた。忍者としての実力は童児に勝る物があったが、その性格ゆえに人望が得られず、人気者の童児を恨んでいた。村の忍武合戦で童児に前歯を欠けさせられたことも根に持っているが、童児への感情は決して憎しみだけではなく、ライバル心と共に確かな友情も存在している（ここまでの経緯は、本誌連載での鉄丸登場直後に発売された別冊に、番外編として描かれている）。
童児と決着をつけるために円魔学園の投手となって現れ、投球勝負で一度は童児を破っている。
新展開以降も引き続き登場し、童児とチームを組んで戦う。
鬼沢 大五郎（おにさわ だいごろう）
円魔学園のキャプテンでポジションは正捕手。その巨体が持つパワーで鉄丸の剛速球を捕球し、童児の新投法も打ち崩した。円魔チームのメンバーたちのリーダー格らしく、身勝手な鉄丸への反発を抑えている。

### 世田川五中（せたがわごちゅう）
1度目の都大会で嵐が丘と優勝を争うと言われていた強豪校。青空の初戦の相手。校名は単に五中と呼ばれていたが、2回目の大会のトーナメント表にあった名前が正式な校名と思われる。
押野 強 （おしの つよし）
五中のキャプテン。4番で投手、滝と並ぶと言われた選手で、試合でも投打両面で活躍。S・F・F（スプリットフィンガーファーストボール）を操り青空を全く寄せ付けなかったが、気の短さという弱点を突かれ逆転された。

### 英才学園（えいさいがくえん）
1度目の都大会2回戦の相手。勉強だけの弱小校と思われていたが、コンピュータを使った徹底分析で青空を少しずつ追い込んでいく。
西条 （さいじょう）
英才学園キャプテン。コンピュータ分析も彼が行なうが、常識を超えた童児のプレーがさらに捻りを加えたために計算が追いつかず、コンピュータは爆発、本人も錯乱してしまった。

### 上町中学（うえまちちゅうがく）
2度目の都大会の緒戦で青空と対戦。無名校だが大木戸の活躍と童児の不調で青空は苦戦する。
大木戸 （おおきど）
上町中キャプテンで投手兼四番。快速球と強打力が武器。目の下の星のマークが特徴。

### 剣一族（つるぎいちぞく）
ダークリーグの刺客に里を壊滅させられ、それに対抗するため童児の村の者たちで野球チームを作ろうとしていた。
剣力（つるぎ　ちから）
剣一族の若き総帥。凄腕の剣術とそれを応用した打撃の名手。忍者チームでは3番打者を務めた。
剣鷲丸・鷹丸（つるぎ　たかまる・わしまる）
力の双子の弟。揃って兄を幼くした顔立ち。揃って忍者野球チームのメンバーとなる。
お館様（おやかたさま）
剣一族の長。童児と力の決着をつけさせるために一族に伝わる守護神棒を授けた。童児の祖父とは幼馴染。

### 根来一族（ねごろいちぞく）
剣一族同様、裏野球の一派に里を荒らされてしまった。
根来塁（ねごろ　るい）
根来一族の少年。身軽さや吊り天井で張を翻弄した。忍者野球チームでは俊足を活かした2番打者。

### 伊賀・甲賀・風魔（いが・こうが・ふうま）
風魔小太郎（ふうま　こたろう）
風魔の少年忍者。ダークリーグに狙われ既に捕まっていたが、童児たちにより救出され、忍者チームの一員となる。
甲賀嵐（こうが　あらし）
甲賀の少年忍者。瓶底メガネが特徴。小太郎同様捕まっていたが救出され、チームの一員となる。
服部大砲（はっとり　たいほう）
伊賀の巨漢忍者。金や名声に釣られてダークリーグ入りを決めかけていたが、童児たちの奮闘で阻止された。忍者チームでは捕手を務める。その後も金と食い物に拘り続けたが、キングスとの最終戦での童児たちの不屈の闘志に影響され、ついに奮起しキングのデビルボールに立ち向かった。

### ダークリーグの人物・チーム
大リーグ以上の裏野球リーグを作るため、世界中から素質ある野球少年をさらっていた組織。日本では童児たち少年忍者に目をつけ、里や村を次々襲っていった。
張四海（ちょう　しかい）
剣一族の里を襲ったモンゴル生まれの巨漢バッター。鉄球を使った打球で敵を粉砕する。
ビラン・コードウエル
ダークリーグのスカウト部隊隊長。鉄球を握り潰す程の怪力から繰り出す投球は、その衝撃波で剣たちを吹き飛ばす。
ファラオ
童児たちの最初の対戦相手チーム「ファラオ」のリーダー。ホームである砂漠の砂を自在に操り王家復活のため戦った。
バイキング・ダイモス
第二、第三試合の相手チームだが試合は省略された。
キング
ダークリーグを束ねる長。彼が率いる「キングス」は最後にして最強のチームで、どのメンバーも新投法やたつまき投げを易々と打ち砕く。彼の投げるデビルボールは衝撃波だけで打者を気絶させる威力を持っていた。

## ゲーム
パック・イン・ビデオよりファミリーコンピュータ ディスクシステムで1989年10月20日発売。カードを使った野球シミュレーションゲームでプレイヤーは青空中学の選手たちを操作して予選で戦っていく。システムは投手はストライクとボール、打者は長距離、中距離、バントのカードを出していずれかの位置が1つでも違えばストライク、一致しているならカードに書かれている数字で勝負して投手が大きければストライクかアウト、打者が大きければヒットになる。各選手にあるパワーポイントはそれを使ってカードに加算することもできるが1度使うと試合中には回復しない。試合に勝つと特殊能力を覚えられたり敗退チームから選手の引き抜きもできる。
マル勝ファミコン新作ソフト体温計では6、6、6、6の24点。レビュアーはカードゲームは静的なものであるため少し演出過剰である方がよかった、新鮮さはあるが退屈した、カードを出すたびにボールのコースがわかる演出のせいで試合のテンポがよくなくより簡単でスムーズにして欲しかったとした一方でキャラクターが可愛くて野球とカードゲームを合わせたコンセプトがよく特段盛り上がるわけではないがちょっと遊びたいときや野球好きな人向けだとした。